# Anton Friedrich Fischer
Anton Friedrich Fischer, magyarosan Fischer Antal Frigyes (Drezda, 1778. május 12. – Drezda, 1839. február 15.) német orvos. 1802-ban Wittenbergben szerzett doktorátust. 1804-től a drezdai királyi kórház gyakorló orvosa volt.

## Művei
- Verhaltungsregeln bei der Luftröhren-Entzündung und Luftröhren-Schwindsucht, nebst den dagegen anzuwendenden Heilmitteln
- Darstellung der Medicinal-Verfassung Sachsens nebst Vorschlägen zu ihrer Verbesserung Leipzig, 1814
- Ueber Erkenntniß und Heilung der Krankheiten des Magens mit besonderer Berücksichtigung des Magenkrämpses, zur Belehrung sür Alle, die daran leiden. 1830
- Gründliche Darstellung der Gicht und des Podagra, deren Ursache, Wesen, Erkenntniß und Heilung. Nürnberg, 1830
- Von der Schlaflosigkeit, deren Ursachen und Heilart. Nürnberg, 1831
- Gründliche Darstellung des Schlagflußes dessen Ursachen und Heilart. 1831
- Darstellung der Krankheiten der Leber, deren Kennzeichen und Heilart. 1831
- Der Catarrh in seiner niedern und höhern Bedeutung oder über Husten. 1832
- Prüfende Blicke auf das Embonpoint der Männer und Frauen oder über Ursache, Wesen und Heilart der krankhaften Dickleibigkeit. Nürnberg, 1832
- Gründliche Darstellung der Schleimkrankheiten hitziger und chronischer Art. Mit besonderer Berücksichtigung der Brust- und Unterleibs-Verschleimung. Ein Hilfsbuch für Alle die daran leiden. Pesth, 1833
- Die Kunst, eine von der Geburt aus schwächliche Körper-Beschaffenheit zu verbessern und hiedurch die Anlage zu forterbenden Krankheiten zu tilgen. Zur Belehrung für Gebildete aus allen Ständen. Pesth, 1833
- Das Alter, dessen Gebrechen und Krankheiten, oder gründliche Darstellung derjenigen Krankheiten, welche Männer und Frauen im Alter zu befallen pflegen, nebst dem dagegen einzuschlagenden Heilverfahren zur Belehrung für Gebildete aus allen Ständen. Pesth, 1834
- Gründliche Belehrung über Ursache, Wesen und Heilart der Nervenschwäche und der wichtigsten Nervenkrankheiten. Meissen, 1837